# Menthus lindahli
Menthus lindahli is een bastaardschorpioenensoort uit de familie van de Menthidae. De wetenschappelijke naam van de soort is voor het eerst geldig gepubliceerd in 1930 door Chamberlin.